# Yerres
Yerres ([ièr]) è un comune francese di 29 265 abitanti situato nel dipartimento dell'Essonne nella regione dell'Île-de-France.

## Società

### Evoluzione demografica
Abitanti censiti